# Día de Canarias
El 30 de mayo es reconocido como el Día de Canarias. Este es un día festivo en todas las islas de Canarias. 
Se conmemora con este día, el aniversario de la primera sesión del Parlamento de Canarias con sede en la ciudad de Santa Cruz de Tenerife, llevada a cabo el 30 de mayo de 1983.

## Historia
El Estatuto de Canarias, y, a semejanza de otros estatutos de las demás comunidades autónomas de España, reconocía una mayor autogestión del archipiélago canario dentro de España. Este primer parlamento fue presidido por Pedro Guerra Cabrera.
Como antecedentes, el intento de dotar a Canarias de un Gobierno autónomo se remonta a la Segunda República, sin embargo se pospuso por la Guerra Civil y la dictadura franquista; pasados 46 años, Canarias pudo contar con un Gobierno de Canarias el 10 de agosto de 1982 tras la vuelta de la Democracia en España.